# ...Cóżeś ty za pani...
...Cóżeś ty za pani... – polski telewizyjny film fabularny o tematyce obyczajowo-wojennej z 1979 roku w reżyserii Tadeusza Kijańskiego. Literackim pierwowzorem scenariusza była powieść Tadeusza Nowaka pt. Obcoplemienna ballada.

## Fabuła
Fabułę filmu stanowią wspomnienia głównego bohatera - Jakuba - z lat młodości, wywołane powrotem do wsi urodzenia. Wieś ta w przeszłości położona była na granicy zaborów: austriackiego i rosyjskiego, a granicę stanowiła płynąca przez nią rzeka. Dzieci z obu jej stron bawiły się kiedyś razem. 
Jakub zakochuje się w Magdzie, dziewczynie "zza rzeki", która odwzajemnia jego uczucie. Tymczasem zbliża się I wojna światowa, a obaj zaborcy zaczynają przygotowania do niej. Pojawiają się pogłoski o "brance" do wojska, a we wsi pojawia się tajemniczy emisariusz, który obdarowuje Jakuba szablą. Pomimo to młodzi pobierają się i wkrótce potem rodzi im się syn. Niedługo potem wybucha wojna, a wieś staje się terenem walk, w których ginie dziecko Magdy i Jakuba. Zrozpaczeni rodzice muszą się rozstać. Jakub zostaje powołany do wojska, a we wsi pozostaje jego brzemienna żona. Podczas pierwszej zbiórki poborowych emisariusz, który obdarował bohatera szablą, wygłasza patriotyczne wystąpienie, które przypłaca życiem. Oddział Jakuba po przeszkoleniu zostaje skierowany na front. Tam okazuje się, że w oddziałach wroga służą towarzysze dziecięcych zabaw zza rzeki...

## Obsada
- Ewa Borowik - Magda
- Waldemar Kownacki - Jakub
- Jan Kobuszewski - Jan Dobosz
- Bolesław Płotnicki - dziadek Jakuba
- Erwin Nowiaszek - hrabia
- Aleksandra Dmochowska
- Andrzej Golejewski
- Mieczysław Hryniewicz - przyjaciel Jakuba
- Maciej Maciejewski - emisariusz
- Krzysztof Myrcha
- Stanisław Niwiński - Paweł Anioł
- Andrzej Precigs - przyjaciel Jakuba
- Edward Rauch - dowódca oddziału
- Bogusław Sar - przyjaciel Jakuba
- Tomasz Stockinger
- Joanna Witter
- Edward Bochenek
- Arkadiusz Jakubik
- Adam Probosz
- Zygmunt Maciejewski - oficer austriacki
- Jerzy Moes - legionista
- Tadeusz Somogi
- Hanna Stankówna - hrabina
- Polska Rewia Konna
- Zespół Pieśni i Tańca "Krakowiacy"